# 吉田亜沙美
吉田 亜沙美（よしだ あさみ、1987年10月9日 - ）は、プロバスケットボール選手。東京都江東区出身。コートネームは「リュウ」で、ポジションはガード。東京成徳大学中学校・高等学校卒業。Wリーグ・三菱電機コアラーズ所属。
元東京日産のバスケットボール選手だった吉田康行を父に、元JALラビッツ・エバラヴィッキーズの吉田沙織を実姉に持つ。

## 来歴
小学校時代は江東区立東陽小学校 で過ごす。東陽小学校2年の時に「東陽 ミニバス」でバスケットボールを始める。
中学時代は後に全国中学校バスケットボール大会で優勝した児玉中学校に関東大会で敗れた。
2003年4月、姉と同じ東京成徳高校に進学し、1年生時からスタメンで出場。3年生時には主将を務め、インターハイと国体で優勝する。3冠がかかった第36回ウィンターカップでは、準々決勝で優勝した中村学園女子高校と対戦するも大接戦の末に敗れた。奇しくもその中村学園女高には中学時代に敗れた児玉中の主将である中山明日実がいた。出場3試合の1試合平均スタッツは26.67得点、8.3アシスト、16リバウンド。
高校卒業後の2006年、JOMO（現：ENEOS）に入団。1年目から主力として活躍し、2006-07シーズンルーキー・オブ・ザ・イヤーを受賞。その後もWリーグや皇后杯全日本バスケットボール選手権大会でチームの優勝に貢献して、数多くのタイトルを受賞している。
2014年2月、左ヒザ前十字じん帯断裂によりWリーグ2013-14シーズン途中で戦線離脱した。
2014-15シーズン途中の12月20日、羽田ヴィッキーズ戦にて復帰を果たした。
2019年3月、引退を発表するも東京オリンピックを目指すため同年9月に撤回。再びJX-ENEOSサンフラワーズに所属。
2020年5月退団。
2021年1月に現役引退を表明。引退後は東京医療保健大学のアシスタントコーチに就任。
2023年4月、ENEOS時代の指揮官梅嵜英毅から声をかけられアイシン ウィングスに加入し現役復帰を発表。
2025年オフ、アイシンを退団。三菱電機コアラーズに移籍。

## 日本代表歴
東京成徳高3年生時の2005年、東アジア競技大会に出場するバスケットボール女子日本代表に高校生で唯一選出された。予選リーグの中国戦で代表戦初出場し、13分の出場で7得点3アシスト2スティールをマークした。
2006年、U-20アジア選手権で準優勝しU-21世界選手権出場権を獲得、ドーハアジア大会で銅メダルを獲得した。
2007年6月、アジア選手権で銅メダルを獲得、U-21代表としてU-21世界選手権に出場し1試合平均15.6得点、7.1リバウンド、4アシストの活躍を見せた。
2008年6月、北京オリンピック世界最終予選に出場するも出場権は得られなかった。
2009年より代表の主力選手となり9月のアジア選手権では7試合に出場し、銅メダルを獲得した。1試合平均29分の出場で6.6得点、7.7リバウンド、3.3アシスト。リバウンド数はランキング1位である。
2010年9月の世界選手権では8試合に出場し1試合平均36分の出場で4得点、8.1リバウンド、4.6アシストを記録し、アシスト王を獲得した。11月の広州アジア大会で銅メダルを獲得している。
2011年8月のアジア選手権では5試合に出場したが予選ラウンド3戦目の韓国戦で負傷し、予選の残り2試合を欠場、決勝トーナメントの2試合は出場した。1試合平均では27分出場し4.4得点、4.2リバウンド、4.2アシストを記録してアシスト数で1位を獲得した。
2012年6月、ロンドンオリンピック世界最終予選では5試合で4.8得点、3.6リバウンド、7.2アシストの活躍を見せたが出場権獲得はならなかった。
2013年10月、アジア選手権で7試合に出場し、日本43年ぶりの金メダル獲得に貢献。1試合平均26分の出場で、7.3得点、2リバウンド、4.4アシストの活躍で大会ベスト5に選出された。決勝の韓国戦では37分出場して9得点、6アシスト、4スティールを記録した。
2014年はWリーグで負った負傷により代表活動に参加することができず、2014年世界選手権にも出場できなかった。
2015年は2年ぶりに日本代表に復帰、8月から9月にかけて中国の武漢で開催されたアジア選手権に出場。予選リーグの中国戦では試合残り3秒に逆転シュートを決めて57-56の勝利に貢献した。相手のディフェンスのブロックをかわして決めたこのシュートは「Magical play」としてFIBAサイトで紹介された。大会7試合の平均は5.0得点4.7リバウンド5.1アシスト2.1スティール。準決勝の台湾戦は6リバウンド9アシスト、決勝の中国戦は11得点5リバウンド7アシスト4スティールを記録して大会2連覇に貢献、2大会連続でベスト5に選出された。また、2004年のアテネオリンピック以来3大会ぶりのオリンピック出場を決めた。
2016年リオデジャネイロオリンピックに出場。キャプテン、ポイントガードとして8位入賞に大きく貢献し、自身はアシスト王に輝いた。
2017FIBA女子アジアカップの準々決勝後、膝の状態が悪く、準決勝と決勝共に欠場した。
2019年11月、2年ぶりに日本代表候補に復帰し東京五輪アジア・オセアニア地区プレ予選大会に出場。2020年も日本代表に選出され、FIBA東京五輪予選大会に出場。

## 経歴
- 中山ミニ
- 東京成徳中
- 東京成徳高
- JOMO（2006年〜2020年）
- アイシン（2023年〜2025年）

## 受賞歴
国際大会
- 第2回FIBA-ASIAヤングウーメン選手権大会　MVP、得点王
- 2010世界選手権 アシスト王
- 2013年アジア選手権　ベスト5
- 2015年アジア選手権　ベスト5

日本国内
- Wリーグ
  - プレイオフMVP（2008-09、2011-12、2015-16、2016-17、2017-18）
  - レギュラーシーズンMVP（2011-12）
  - ルーキーオブザイヤー（2006-07）
  - ベスト5（2011-12、2012-13、2013-14、2015-16、2016-17）
  - ベスト6thマン（2018-19）
  - アシスト1位（2012-13、2013-14、2015-16、2016-17）
  - スティール1位（2012-13）
  - 功労賞
- 全日本総合選手権ベスト5（2010、2011、2012、2014、2015、2016、2017）
- 東京運動記者クラブ選出ベスト5（2009、2010、2011、2012、2013、2014、2015、2016、2017）